# Hermandad del Santo Entierro (Jerez)

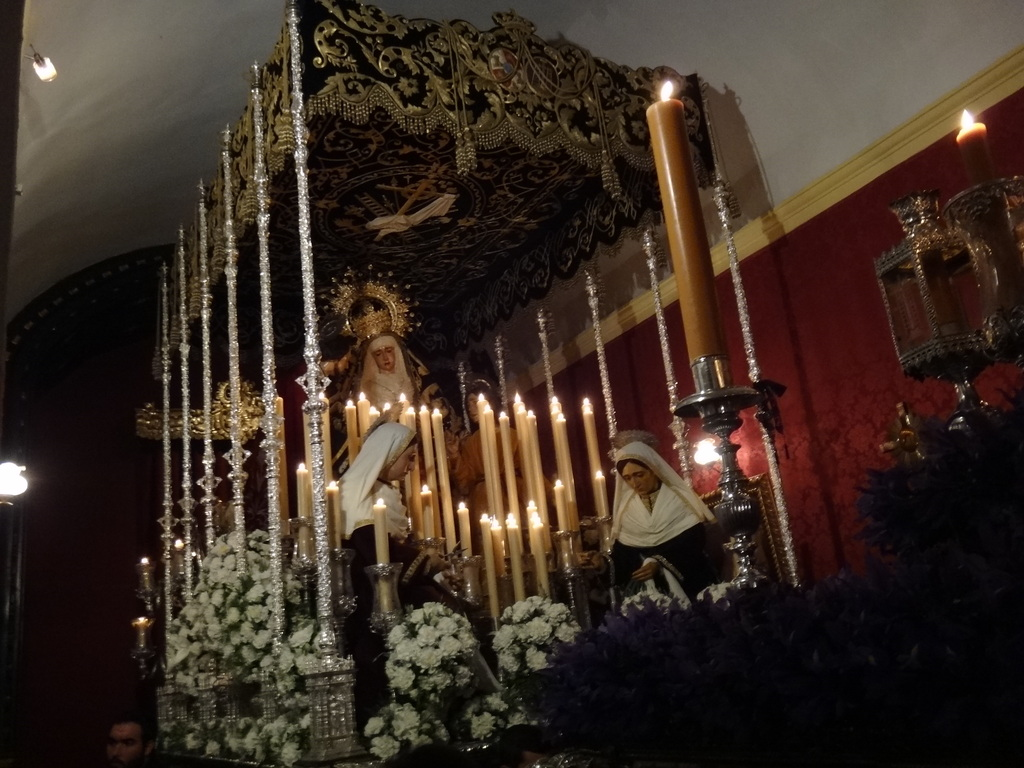
Hermandad del Santo Entierro (Jerez) en la Capilla del Calvario

La Hermandad del Santo Entierro es una cofradía católica que realiza su procesión en la tarde del Sábado Santo en Jerez de la Frontera.
Hermano mayor: Enrique Espinosa Aguado.
El título oficial de la Hermandad es el de: Pontificia, Real, Venerable y Antigua Hermandad de Nuestra Señora de la Piedad, Santísimo Cristo del Calvario, Santo Entierro de Nuestro Señor Jesucristo y Archicofradía de Nuestra Señora de Lourdes (La Piedad).

## Historia

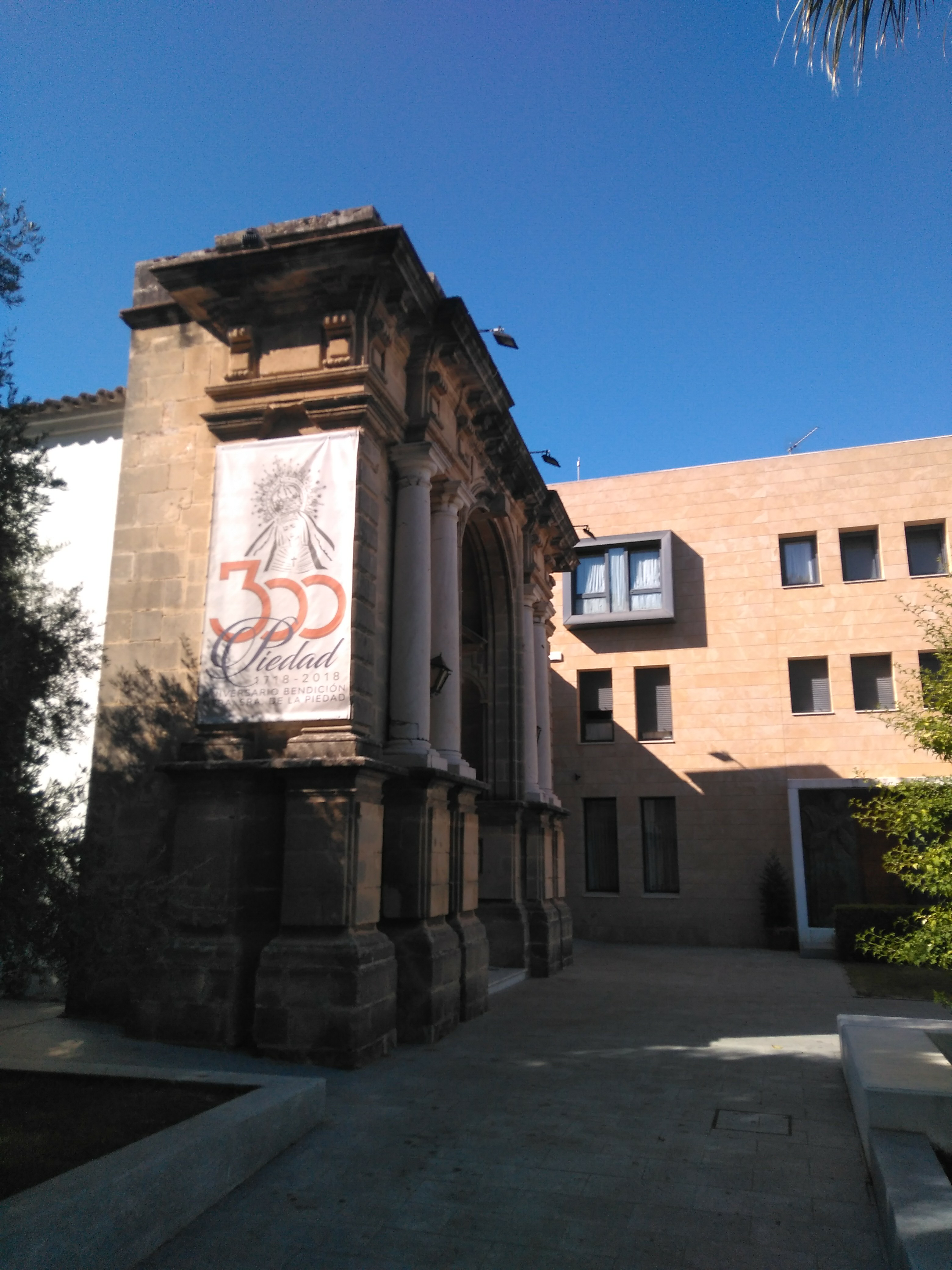
Aniversario de la Dolorosa

La Hermandad fue de las primeras en procesionar en Jerez, en el siglo XVI.
Alfonso X la acompañó al visitar la ciudad, hecho recogió en su importante fondo documental. Existe un libro de reglas de la hermandad de 1547.
En 1970 el Rey Juan Carlos acepta el nombramiento de Hermano Mayor Honorario. Y en 1980 la Reina Sofía acepta el de Camarera de Nuestra Señora de la Piedad
En 2019 recibe permiso para hace estación de penitencia en la Plaza de la Asunción, no teniendo que llegar hasta la catedral.

## Paso
Tiene tres pasos:

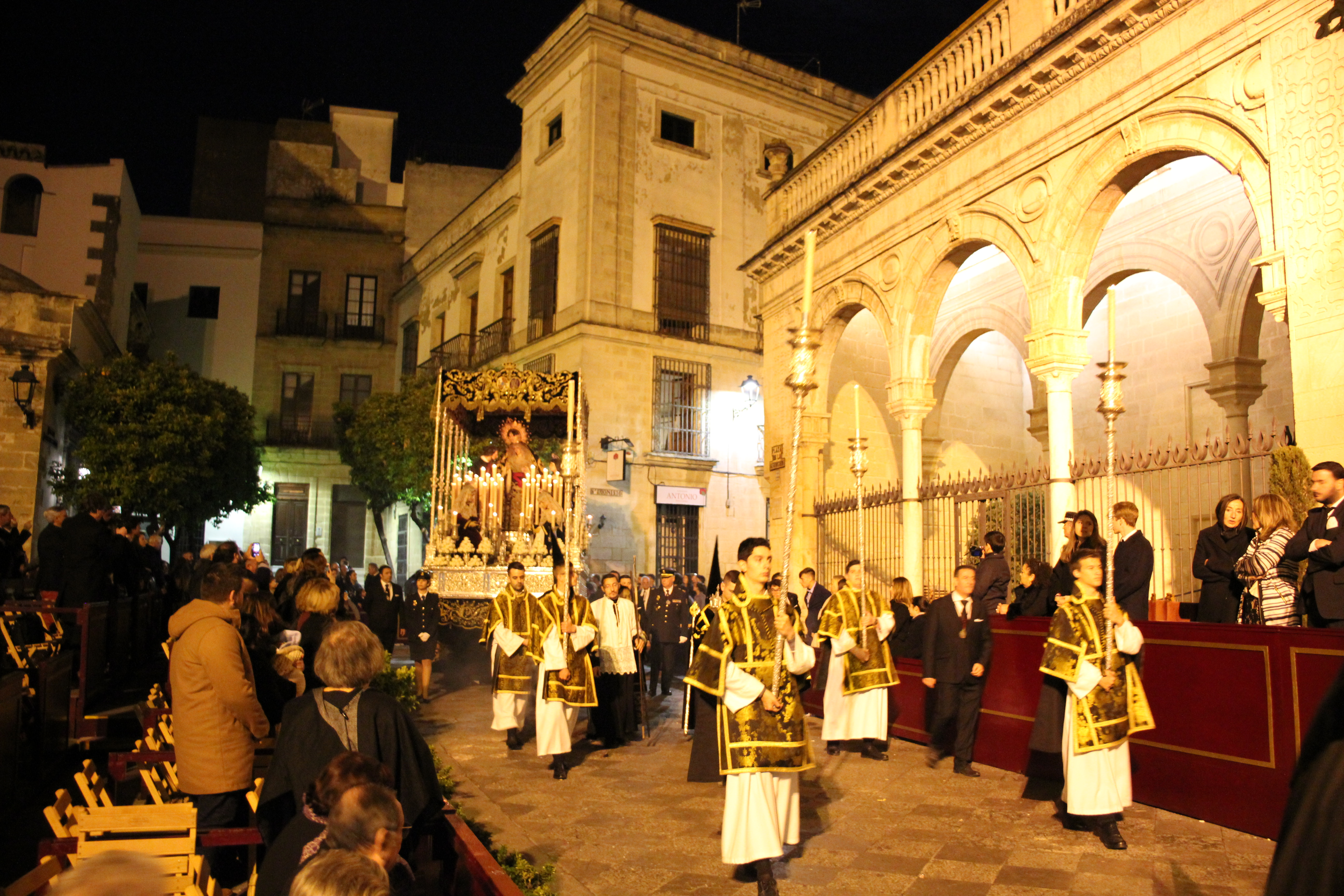
Procesión

- El primer paso de la Hermandad representa el Triunfo de la Cruz sobre la Muerte que actualmente es portado en un paso de pequeñas dimensiones llevado a hombros.
- Santo Entierro de Nuestro Señor Jesucristo. La urna es obra del orfebre jerezano Juan Laureano de Pina por encargo de Manuel Ponce de León y Villavicencio[6] Fue restaurado por primera vez en 2021 por Toni Falla[7]
- Nuestra Señora de la Piedad, de 1718. La imagen luce en su salida procesional un manto bordado por las hermanas Antúnez en el siglo XIX.[8]

## Sede
Tiene como sede canónica la Capilla del Calvario, actual seminario diocesano.

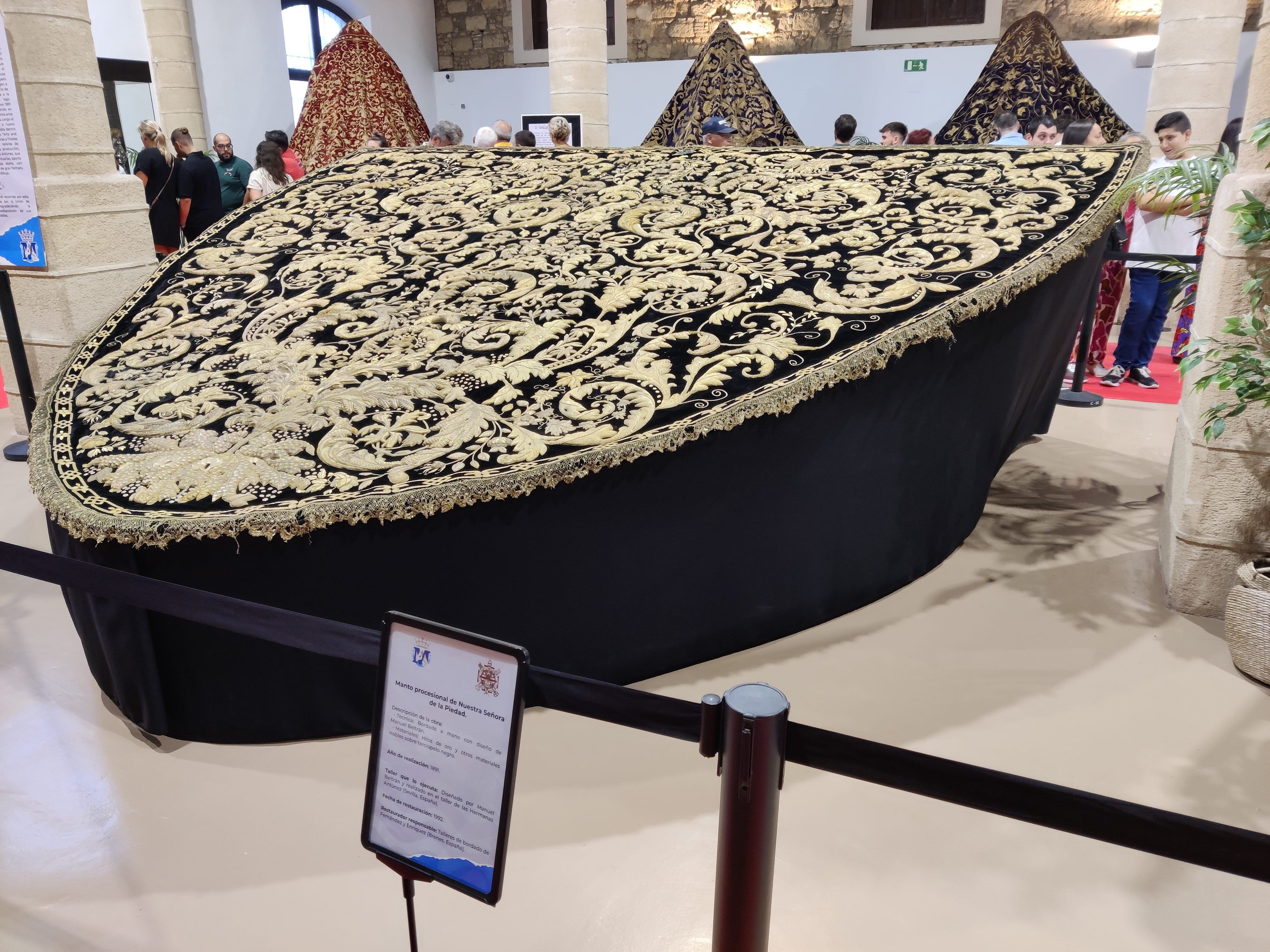
Palio

## Paso por Carrera Oficial
| Predecesor: La Mortaja | Orden de entrada en Carrera Oficial (Sábado Santo) 4.º lugar | Sucesor: Resucitado |